# HMS Illustrious (1939)
HMS Illustrious (ЕВК «Илластриес», от англ. illustrious — прославленный) — авианосец КВМФ Великобритании, головной корабль своего типа. Четвёртый корабль КВМФ Великобритании, носящий это имя. Построенный по кораблестроительной программе 1936 года, «Илластриес» стал одним из наиболее известных английских авианосцев Второй мировой войны. Девиз корабля — Vox Non Incerta (лат. Без неуверенности в голосе).

## История создания
В начале 30-х годов XX века приход к власти в Германии национал-социалистической партии во главе с Адольфом Гитлером и последовавшее за этим увеличение военной мощи вызвали настороженность в политических, военных и общественных кругах Британской Империи. С закладкой авианосца «Арк Ройал» Великобритания вступила в новый виток гонки морских вооружений. Кораблестроительная программа 1936 года предполагала активную постройку кораблей различных типов, требовавших больших объёмов проектной документации, при том, что на тот момент не были до конца детализированы чертежи уже строящегося «Арк Ройал». Однако вместо повторения уже разрабатываемой конструкции, Третий Морской Лорд контр-адмирал Реджинальд Хендерсон принял смелое решение о строительстве новых авианосцев для действий на европейских театрах военных действий.

## Конструкция
Авианосцы типа «Илластриес» стали первыми в мире авианосцами с полностью бронированной лётной палубой. Платой за это стал уменьшенный в два раза по сравнению с «Арк Ройял» состав авиагруппы (всего лишь 36 машин вместо 72). На авианосцах второй и третьей серий за счет сильного снижения толщины брони ангаров в корме сделали куцый полуангар, что позволило принимать около 50 самолетов.

## История службы

### Атака Таранто
Выдающейся вехой в истории службы «Илластриеса» стала осуществлённая в ночь с 11 на 12 ноября 1940 года атака итальянского ВМФ в Таранто. 21 самолёт 813, 815, 819 и 824 эскадрильи двумя волнами атаковали линейные корабли.